# Jüdischer Friedhof (Oelde)
Der Jüdische Friedhof Oelde befindet sich in der Stadt Oelde im Kreis Warendorf in Nordrhein-Westfalen. Als jüdischer Friedhof ist er ein Baudenkmal und in der Denkmalliste eingetragen. Er wurde von 1848 bis 1940 belegt. Auf dem Friedhof sind 54 Grabsteine erhalten. 

## Geschichte
Die damalige jüdische Gemeinde von Oelde nutzte bereits zuvor ein kleines Begräbnisgelände an der sogenannten Unteren Bredenstiege. Im Jahr 1848 erwarb die Gemeinde von einer Oelder Witwe das am Axtbach gelegene Gelände, das damals Königskämpken genannt wurde und knapp außerhalb der geschlossenen Bebauung am Stromberger Tor lag. Noch im selben Jahr fanden die ersten Beisetzungen statt. Die Gemeinde nutzte den Friedhof fortan, bis die Gemeinde in der Zeit des Nationalsozialismus durch Emigration und Ermordung ausgelöscht wurde. Noch während des Kriegsjahres 1940 fand die letzte von etwa 60 Beisetzungen statt. Einige Grabsteine enthalten Beschriftungen mit späteren Sterbedaten, welche an Familienmitglieder erinnern, die in der Shoa ermordet wurden und kein eigentliches Grab besitzen. Während der NS-Zeit ist es nicht zu bekannten Beschädigungen oder Vandalismus gekommen.
Nach dem Zweiten Weltkrieg bestand in Oelde keine jüdische Gemeinde mehr. So verfiel das Gelände zusehends und wurde von der Natur zurückerobert. Im Dezember 1985 wurde der Friedhof in die Denkmalliste der Stadt Oelde eingetragen. In den Jahren 1995 und 1996 wurde der Friedhof umfassend restauriert und notwendige Sicherungsarbeiten zum Erhalt des Geländes wurden durchgeführt. Seither wird es regelmäßig von städtischen Mitarbeitern gepflegt. Auch im Rahmen von Schul- oder Kirchenprojekten wird der Friedhof erkundet, was oft mit einer gärtnerischen Pflege und der Reinigung der Grabsteine verbunden ist.

## Beschreibung

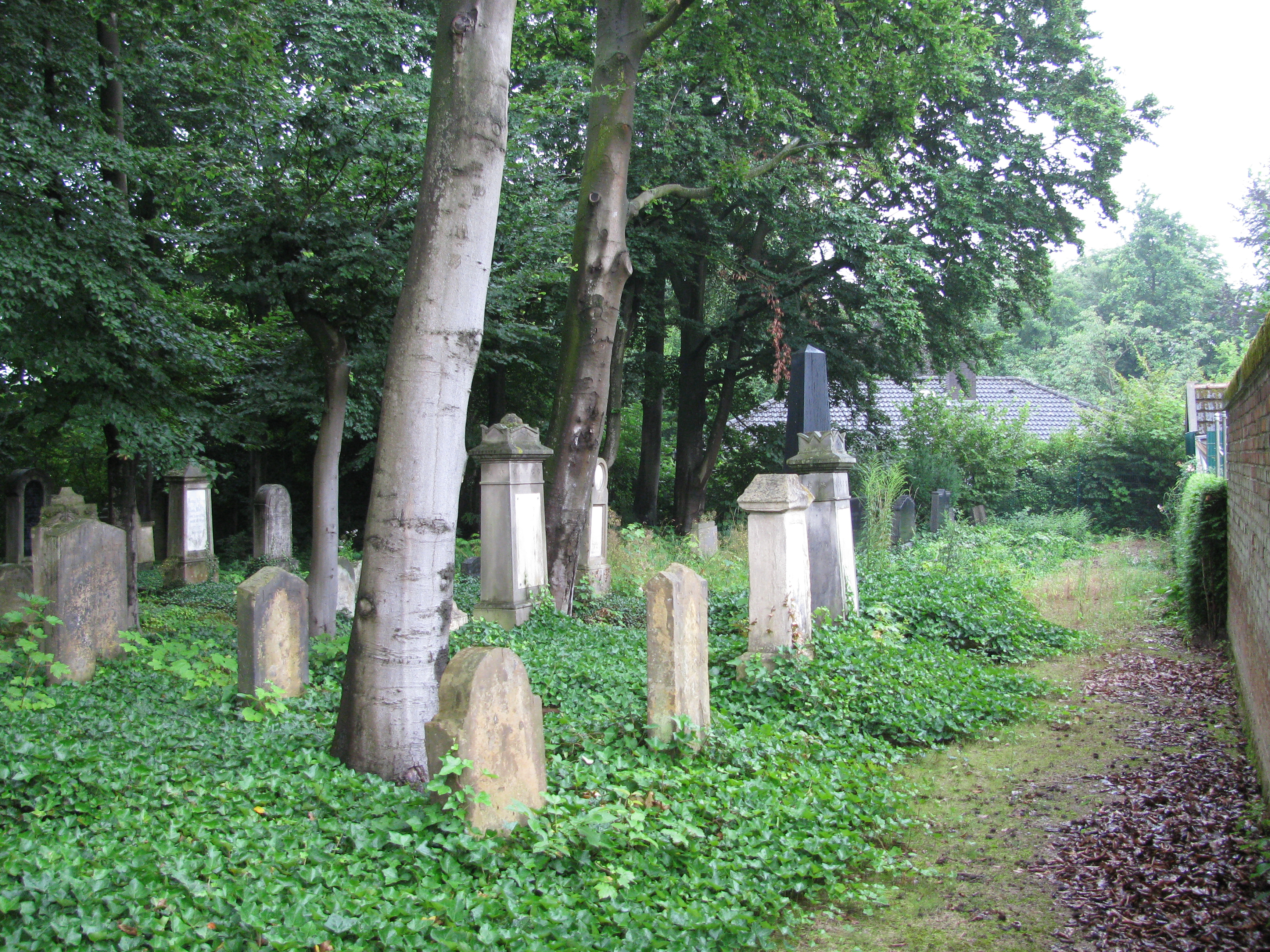
Blick auf einen Teil des Friedhofs

Das Gelände liegt heute versteckt hinter der Häuserzeile der Straße Stromberger Tor und ist über ein schmiedeeisernes Tor an der Straße Auf der Brede erreichbar. Dieses Tor ist verschlossen, es kann jedoch in einem nahegelegenen Geschäft ein Schlüssel ausgeliehen werden. Das Gelände liegt direkt am Axtbach, von dessen anderer Seite es aus den Gärten des Vier-Jahreszeiten-Parks teilweise einsehbar ist. Die 54 erhaltenen Grabsteine sind aus unterschiedlichen Gesteinen gefertigt, wobei insbesondere solche aus Sandstein sehr verwittert sind. Fast alle Grabsteine sind in lateinischer Schrift und auf Deutsch beschriftet, wohingegen hebräische Buchstaben nur selten zu finden sind. Ein Teil der Gräber ist eingefasst, wohingegen andere Grabsteine einzeln auf dem Gelände stehen, das inzwischen durch einen dichten Baumbestand geprägt ist.